# Khaing Zar Lin
Khaing Zar Lin (* 22. August 1991) (auch Khine Zar Lin) ist eine burmesische Badmintonspielerin. 

## Karriere
Khaing Zar Lin nahm 2011 im Dameneinzel, Damendoppel und mit dem Team an den Südostasienspielen teil. Sie unterlag dabei im Einzel und im Doppel jeweils im Achtelfinale und wurde somit beide Male Neunte in der Endabrechnung. Mit der Damenmannschaft verlor sie im Viertelfinale gegen Singapur.

## Referenzen
- http://www.sport195.com/athletes/khaing_zar_lin_294260

| Personendaten    | Personendaten                  |
| ---------------- | ------------------------------ |
| NAME             | Khaing, Zar Lin                |
| ALTERNATIVNAMEN  | Khine, Zar Lin                 |
| KURZBESCHREIBUNG | burmesische Badmintonspielerin |
| GEBURTSDATUM     | 22. August 1991                |